# TNFAIP8L2
TNFAIP8L2‏ (TNF alpha induced protein 8 like 2) هوَ بروتين يُشَفر بواسطة جين TNFAIP8L2 في الإنسان.